# Cuba op de Olympische Zomerspelen 1980
Cuba nam deel aan de Olympische Zomerspelen 1980 in Moskou, Sovjet-Unie. De ploeg, bestaande uit 175 mannen en 33 vrouwen, won twintig medailles en eindigde daardoor op de vierde plaats in het medailleklassement.

## Medailleoverzicht
| Sport         | Olympiër            | Discipline       | Medaille |
| ------------- | ------------------- | ---------------- | -------- |
| Atletiek      | María Caridad Colón | speerwerpen (v)  | Goud     |
| Boksen        | Juan Hernández      | -54kg (m)        | Goud     |
| Boksen        | Ángel Herrera       | -60kg (m)        | Goud     |
| Boksen        | Andrés Aldama       | -67kg (m)        | Goud     |
| Boksen        | Armando Martínez    | -71kg (m)        | Goud     |
| Boksen        | José Gómez          | -75kg (m)        | Goud     |
| Boksen        | Teófilo Stevenson   | +81kg (m)        | Goud     |
| Gewichtheffen | Daniel Núñez        | -56kg (m)        | Goud     |
| Atletiek      | Silvio Leonard      | 100m (m)         | Zilver   |
| Atletiek      | Alejandro Casañas   | 110m horden (m)  | Zilver   |
| Boksen        | Hipólito Ramos      | -48kg (m)        | Zilver   |
| Boksen        | Adolfo Horta        | -57kg (m)        | Zilver   |
| Judo          | Jose Rodríguez      | -60kg (m)        | Zilver   |
| Judo          | Juan Ferrer         | -78kg (m)        | Zilver   |
| Judo          | Isaac Azcuy         | -86kg (m)        | Zilver   |
| Atletiek      | Luis Delis          | discuswerpen (m) | Brons    |
| Boksen        | José Aguilar        | -63,5kg (m)      | Brons    |
| Boksen        | Ricardo Rojas       | -81kg (m)        | Brons    |
| Gewichtheffen | Alberto Blanco      | -100kg (m)       | Brons    |
| Schietsport   | Roberto Castrillo   | skeet            | Brons    |

## Deelnemers en resultaten per onderdeel

### Atletiek
| Olympiër                                                     | Discipline             | Resultaat | Prestatie                                                                                              |
| ------------------------------------------------------------ | ---------------------- | --------- | --- |
| Tomás González                                               | 100m (m)               | 22e       | serie 6: 3de in 10,65 kwartfinale 2: 7de in 10,44                                                      |
| Osvaldo Lara                                                 | 100m (m)               | 5e        | serie 4: 3de in 10,39 kwartfinale 1: 3de in 10,21 halve finale 2: 2de in 10,34 finale: 5de in 10,43    |
| Silvio Leonard                                               | 100m (m)               | Zilver    | serie 1: 1ste in 10,33 kwartfinale 3: 1ste in 10,16 halve finale 1: 2de in 10,40 finale: 2de in 10,25  |
| Tomás González                                               | 200m (m)               | 22e       | serie 1: 2de in 21,64 kwartfinale 4: 8ste in 21,19                                                     |
| Osvaldo Lara                                                 | 200m (m)               | 8e        | serie 8: 1ste in 21,03 kwartfinale 1: 3de in 21,01 halve finale 2: 4de in 20,93 finale: 8ste in 21,19  |
| Silvio Leonard                                               | 200m (m)               | 4e        | serie 9: 1ste in 20,95 kwartfinale 3: 1ste in 20,93 halve finale 1: 1ste in 20,61 finale: 4de in 20,30 |
| Alberto Juantorena                                           | 400m (m)               | 4e        | serie 7: 3de in 46,69 kwartfinale 3: 2de in 46,23 halve finale 2: 3de in 45,95 finale: 4de in 45,09    |
| Alejandro Casañas                                            | 110m horden (m)        | Zilver    | serie 3: 1ste in 13,46 halve finale 1: 1ste in 13,44 finale: 2de in 13,40                              |
| Alejandro Casañas Tomás González Osvaldo Lara Silvio Leonard | 4x100m (m)             | DNF       | serie 1: niet gefinisht                                                                                |
| Radamés González                                             | marathon (m)           | DNF       | niet gefinisht                                                                                         |
| David Giralt, Sr.                                            | verspringen (m)        | 21e       | kwalificatie groep A: 15de met 7,57m                                                                   |
| Alejandro Herrera                                            | hink-stap-springen (m) | DNF       | kwalificatie groep A: geen geldige poging                                                              |
| Armando Herrera                                              | hink-stap-springen (m) | 11e       | kwalificatie groep B: 5de met 16,49m finale: 11de met 16,03m                                           |
| Juan Centelles                                               | hoogspringen (m)       | 26e       | kwalificatie groep B: 11de met 2,10m                                                                   |
| Luis Delís                                                   | discuswerpen (m)       | Brons     | kwalificatie: 3de met 62,20m finale: 3de met 66,32m                                                    |
| José Santa Cruz                                              | discuswerpen (m)       | 10e       | kwalificatie: 11de met 60,14m finale: 10de met 61,52m                                                  |
| Armando Orozco                                               | kogelslingeren (m)     | 11e       | kwalificatie: 7de met 72,28m finale: 11de met 68,68m                                                   |
|                                                              |                        |           | |
| María Elena Sarría                                           | kogelstoten (v)        | 9e        | 19,37m                                                                                                 |
| María Betancourt                                             | discuswerpen (v)       | 13e       | kwalificatie: 13de met 57,62m                                                                          |
| Carmen Romero                                                | discuswerpen (v)       | 10e       | kwalificatie: 11de met 58,60m finale: 10de met 60,86m                                                  |
| María Colón                                                  | speerwerpen (v)        | Goud      | kwalificatie groep A: 3de met 62,42m finale: 1ste met 68,40m                                           |

### Basketbal

#### Mannen
| Olympiër | Discipline | Resultaat | Prestatie |
| --- | ---------- | --------- | --- |
| Alejandro Urgellés Daniel Scott Alejandro Ortíz Jorge Moré Rojas Félix Morales Generoso Márquez Noangel Luaces Tomás Herrera Ruperto Herrera Raúl Dubois Miguel Calderón Pedro Abreu | mannen     | 6e        | groep C: 2de W van Australië: 83-76 W van Zweden: 71-59 V van Italië: 72-79 finale: 6de V van Brazilië: 93-94 V van Joegoslavië: 84-112 V van Spanje: 95-96 V van Sovjet-Unie: 90-109 |

| Groep C |           |             |             |             |            |            |            |        |
| #       | Land      | Wedstrijden | Wedstrijden | Wedstrijden | Doelpunten | Doelpunten | Doelpunten | Punten |
| #       | Land      | G           | W           | V           | V          | T          | Saldo      | Punten |
| 1       | Italië    | 3           | 2           | 1           | 248        | 233        | +15        | 5      |
| 2       | Cuba      | 3           | 2           | 1           | 226        | 214        | +12        | 5      |
| 3       | Australië | 3           | 2           | 1           | 224        | 215        | +9         | 5      |
| 4       | Zweden    | 3           | 0           | 3           | 191        | 227        | -36        | 3      |

| Ronde      | Datum  | Plaats | Land  | Score     | Land |
| ---------- | ------ | ------ | ----- | --------- | ---- |
| Groepsfase |        |        |       |           |      |
| 20 juli    | Moskou | Cuba   | 83-76 | Australië |      |
| 21 juli    | Moskou | Zweden | 59-71 | Cuba      |      |
| 23 juli    | Moskou | Italië | 79-72 | Cuba      |      |

| Finale |             |             |             |             |        |        |        |        |
| #      | Land        | Wedstrijden | Wedstrijden | Wedstrijden | Punten | Punten | Punten | Punten |
| #      | Land        | G           | W           | V           | V      | T      | Saldo  | Punten |
| 1      | Joegoslavië | 5           | 5           | 0           | 506    | 442    | +64    | 10     |
| 2      | Italië      | 5           | 3           | 2           | 419    | 438    | -19    | 8      |
| 3      | Sovjet-Unie | 5           | 3           | 2           | 505    | 468    | +37    | 8      |
| 4      | Spanje      | 5           | 2           | 3           | 488    | 485    | +3     | 7      |
| 5      | Brazilië    | 5           | 2           | 2           | 448    | 477    | -29    | 7      |
| 6      | Cuba        | 5           | 0           | 5           | 434    | 490    | 56     | 5      |

| Ronde   | Datum  | Plaats      | Land   | Score       | Land |
| ------- | ------ | ----------- | ------ | ----------- | ---- |
| Finale  |        |             |        |             |      |
| 25 juli | Moskou | Brazilië    | 94-93  | Cuba        |      |
| 26 juli | Moskou | Cuba        | 84-112 | Joegoslavië |      |
| 27 juli | Moskou | Cuba        | 95-96  | Spanje      |      |
| 29 juli | Moskou | Sovjet-Unie | 109-90 | Cuba        |      |

#### Vrouwen
| Olympiër | Discipline | Resultaat | Prestatie |
| --- | ---------- | --------- | --- |
| Santa Margarita Skeet Vicenta Salmón Virginia Pérez María Moret Caridad Despaigne María de los Santos Sonia de la Paz Inocenta Corvea Matilde Charro Andrea Borrell Bárbara Bécquer Nancy Atiez | vrouwen    | 5e        | groepsfase: 5de V van Hongarije: 66-76 V van Joegoslavië: 81-85 V van Bulgarije: 64-84 V van Sovjet-Unie: 56-95 W van Italië: 79-63 |

| Groepsfase |             |             |             |             |        |        |        |        |
| #          | Land        | Wedstrijden | Wedstrijden | Wedstrijden | Punten | Punten | Punten | Punten |
| #          | Land        | G           | W           | V           | V      | T      | Saldo  | Punten |
| 1          | Sovjet-Unie | 5           | 5           | 0           | 553    | 316    | +237   | 10     |
| 2          | Bulgarije   | 5           | 4           | 1           | 440    | 405    | +35    | 9      |
| 3          | Joegoslavië | 5           | 3           | 2           | 356    | 364    | -8     | 8      |
| 4          | Hongarije   | 5           | 2           | 3           | 344    | 407    | -63    | 7      |
| 5          | Cuba        | 5           | 1           | 4           | 346    | 403    | -57    | 6      |
| 6          | Italië      | 5           | 0           | 5           | 308    | 452    | -144   | 5      |

| Ronde      | Datum  | Plaats      | Land  | Score       | Land |
| ---------- | ------ | ----------- | ----- | ----------- | ---- |
| Groepsfase |        |             |       |             |      |
| 20 juli    | Moskou | Cuba        | 66-76 | Hongarije   |      |
| 22 juli    | Moskou | Cuba        | 81-85 | Joegoslavië |      |
| 24 juli    | Moskou | Bulgarije   | 84-64 | Cuba        |      |
| 26 juli    | Moskou | Sovjet-Unie | 95-56 | Cuba        |      |
| 28 juli    | Moskou | Italië      | 63-79 | Cuba        |      |

### Boksen
| Olympiër                | Discipline  | Resultaat | Prestatie |
| ----------------------- | ----------- | --------- | --- |
| Hipólito Ramos          | -48kg (m)   | Zilver    | 1ste ronde: vrij 2de ronde: W van IRQ Mahdi: 5-0 kwartfinale: W van HUN Gedó: 5-0 halve finale: W van BUL Mustafov: 4-1 finale: V van URS Sabirov: 2-3                                                                                             |
| Jorge Hernández         | -51kg (m)   | 9e        | 1ste ronde: vrij 2de ronde: V van URS Mirosjnitsjenko: 1-4 |
| Juan Bautista Hernández | -54kg (m)   | Goud      | 1ste ronde: vrij 2de ronde: W van HUN Farkas: 4-1 3de ronde: W van ETH Mohammed: scheidsrechterlijke beslissing kwartfinale: W van TAN Issaick: scheidsrechterlijke beslissing halve finale: W van GUY Anthony: 5-0 finale: W van VEN Piñango: 5-0 |
| Adolfo Horta            | -57kg (m)   | Zilver    | 1ste ronde: vrij 2de ronde: W van SWE Bengtsson: 5-0 3de ronde: W van ROU Cercel: 5-0 kwartfinale: W van PUR Pizarro: 5-0 halve finale: W van POL Kosedowski: walk-over finale: V van GDR Fink: 1-4                                                |
| Ángel Herrera           | -60kg (m)   | Goud      | 1ste ronde: W van ITA Russolillo: 5-0 2de ronde: W van YUG Tumbas: 5-0 kwartfinale: W van MGL Batbileg: 5-0 halve finale: W van POL Adach: 5-0 finale: W van URS Demjanenko: scheidsrechterlijke beslissing                                        |
| José Aguilar            | -63,5kg (m) | Brons     | 1ste ronde: W van IRL Brerton: scheidsrechterlijke beslissing 2de ronde: W van PRK Ryu: 4-1 kwartfinale: W van IRQ Jawad: scheidsrechterlijke beslissing halve finale: V van URS Konakbajev: 1-4                                                   |
| Andrés Aldama           | -67kg (m)   | Goud      | 1ste ronde: W van BEN Sotoumey: scheidsrechterlijke beslissing 2de ronde: W van URS Akopkokhyan: 3-2 kwartfinale: W van BUL Yankov: knock-out halve finale: W van GDR Krüger: 5-0 finale: W van UGA Mugabi: 4-1                                    |
| Armando Martínez        | -71kg (m)   | Goud      | 1ste ronde: W van POL Gosiewski: 5-0 2de ronde: W van UGA Kabuto: scheidsrechterlijke beslissing kwartfinale: W van BRA de Jesus: 5-0 halve finale: W van TCH Franek: scheidsrechterlijke beslissing finale: W van URS Kosjkin: 4-1                |
| José Gómez              | -75kg (m)   | Goud      | 1ste ronde: vrij 2de ronde: W van ZAM Chama: 3-2 kwartfinale: W van PRK Jang: knock-out halve finale: W van ROU Silaghi: 5-0 finale: W van URS Savtsjenko: 4-1                                                                                     |
| Ricardo Rojas           | -81kg (m)   | Brons     | 1ste ronde: W van IRQ Salman: 5-0 kwartfinale: W van DEN Madsen: 4-1 halve finale: V van POL Skrzecz: 2-3 |
| Teófilo Stevenson       | +81kg (m)   | Goud      | 1ste ronde: W van NGR Ataga: knock-out kwartfinale: W van POL Skrzecz: knock-out halve finale: W van HUN Lévai: 5-0 finale: W van URS Zajev: 4-1                                                                                                   |

### Gewichtheffen
| Olympiër            | Discipline  | Resultaat | Prestatie                                                      |
| ------------------- | ----------- | --------- | -------------------------------------------------------------- |
| Francisco Casamayor | -52kg (m)   | 7e        | trekken: 7de met 102,5kg stoten: 6de met 130kg totaal: 232,5kg |
| Daniel Núñez        | -56kg (m)   | Goud      | trekken: 1ste met 125kg stoten: 2de met 150kg totaal: 275kg    |
| Julio Loscos        | -60kg (m)   | 5e        | trekken: 4de met 125kg stoten: 6de met 150kg totaal: 275kg     |
| Víctor Pérez        | -60kg (m)   | 7e        | trekken: 7de met 117,5kg stoten: 5de met 152,5kg totaal: 270kg |
| Raúl González       | -67,5kg (m) | 7e        | trekken: 3de met 145kg stoten: 7de met 172,5kg totaal: 317,5kg |
| Julio Echenique     | -75kg (m)   | 4e        | trekken: 4de met 145kg stoten: 4de met 182,5kg totaal: 327,5kg |
| Alberto Blanco      | -100kg (m)  | Brons     | trekken: 4de met 172,5kg stoten: 4de met 212,5kg totaal: 385kg |
| Gerardo Fernández   | +110kg (m)  | DNF       | trekken: geen geldige poging                                   |
| Francisco Méndez    | +110kg (m)  | 6e        | trekken: 6de met 175kg stoten: 4de met 220kg totaal: 395kg     |

### Handbal
| Olympiër | Discipline | Resultaat | Prestatie |
| --- | ---------- | --------- | --- |
| Roberto Zulueta Juan Querol Juan Prendes Pablo Pedroso José Nenínger Sabino Medina Juan Llanes Lazaro Jiménez Miguel Izquierdo Ibrain Crombet Roberto Casuso Moisés Casales Jesús Agramonte | mannen     | 11e       | groep A: 6de V van Denemarken: 18-30 V van Polen: 19-34 V van DDR: 20-27 G van Spanje: 24-24 V van Spanje: 22-26 11-12de plek: W van Koeweit: 32-24 |

| Groep A |            |             |             |             |             |            |            |            |        |
| #       | Land       | Wedstrijden | Wedstrijden | Wedstrijden | Wedstrijden | Doelpunten | Doelpunten | Doelpunten | Punten |
| #       | Land       | G           | W           | G           | V           | V          | T          | Saldo      | Punten |
| 1       | DDR        | 5           | 4           | 1           | 0           | 108        | 92         | +16        | 9      |
| 2       | Hongarije  | 5           | 3           | 2           | 0           | 96         | 88         | +8         | 8      |
| 3       | Spanje     | 5           | 2           | 1           | 2           | 102        | 106        | -4         | 5      |
| 4       | Polen      | 5           | 2           | 1           | 2           | 123        | 97         | +26        | 5      |
| 5       | Denemarken | 5           | 1           | 0           | 4           | 96         | 104        | -8         | 2      |
| 6       | Cuba       | 5           | 0           | 1           | 4           | 103        | 141        | -38        | 1      |

| Ronde          | Datum  | Plaats     | Land  | Score   | Land |
| -------------- | ------ | ---------- | ----- | ------- | ---- |
| Groepsfase     |        |            |       |         |      |
| 20 juli        | Moskou | Denemarken | 30-18 | Cuba    |      |
| 22 juli        | Moskou | Polen      | 34-19 | Cuba    |      |
| 24 juli        | Moskou | DDR        | 27-20 | Cuba    |      |
| 26 juli        | Moskou | Spanje     | 24-24 | Cuba    |      |
| 28 juli        | Moskou | Hongarije  | 26-22 | Cuba    |      |
| 11/12de plaats |        |            |       |         |      |
| 30 juli        | Moskou | Cuba       | 32-24 | Koeweit |      |

### Hockey
| Olympiër | Discipline | Resultaat | Prestatie |
| --- | ---------- | --------- | --- |
| Edgardo Vázquez Tomás Varela Juan Ríos Roberto Ramírez Héctor Pedroso Angel Mora Jorge Mico Bernabé Izquierdo Lazaro Hernández Raúl García Severo Frometa Ángel Fontane Rodolfo Delgado Ricardo Campos Juan Caballero Juan Blanco | mannen     | 11e       | groepsfase: 5de V van Polen: 1-7 V van Sovjet-Unie: 2-11 W van Tanzania: 4-0 V van India: 0-13 V van Spanje: 0-11 5-6de plek: W van Tanzania: 4-1 |

| Groepsfase |             |             |             |             |             |            |            |            |        |
| #          | Land        | Wedstrijden | Wedstrijden | Wedstrijden | Wedstrijden | Doelpunten | Doelpunten | Doelpunten | Punten |
| #          | Land        | G           | W           | G           | V           | V          | T          | Saldo      | Punten |
| 1          | Spanje      | 5           | 4           | 1           | 0           | 33         | 3          | +30        | 9      |
| 2          | India       | 5           | 3           | 2           | 0           | 39         | 6          | +33        | 8      |
| 3          | Sovjet-Unie | 5           | 3           | 0           | 2           | 30         | 11         | +19        | 6      |
| 4          | Polen       | 5           | 2           | 1           | 2           | 19         | 15         | +4         | 5      |
| 5          | Cuba        | 5           | 1           | 0           | 4           | 7          | 42         | -35        | 2      |
| 6          | Tanzania    | 5           | 0           | 0           | 5           | 3          | 54         | -51        | 0      |

| Ronde      | Datum  | Plaats   | Land | Score       | Land |
| ---------- | ------ | -------- | ---- | ----------- | ---- |
| Groepsfase |        |          |      |             |      |
| 20 juli    | Moskou | Polen    | 7-1  | Cuba        |      |
| 21 juli    | Moskou | Cuba     | 2-11 | Sovjet-Unie |      |
| 23 juli    | Moskou | Tanzania | 0-4  | Cuba        |      |
| 24 juli    | Moskou | India    | 13-0 | Cuba        |      |
| 26 juli    | Moskou | Cuba     | 0-11 | Spanje      |      |
| 5-6de plek |        |          |      |             |      |
| 26 juli    | Moskou | Cuba     | 4-1  | Tanzania    |      |

### Judo
| Olympiër            | Discipline | Resultaat | Prestatie |
| ------------------- | ---------- | --------- | --- |
| José Rodríguez      | -60kg (m)  | Zilver    | 1ste ronde: W van LIB Keyrouz 2de ronde: W van SYR El-Najjar kwartfinale: W van GBR Holliday halve finale: W van HUN Kincses finale: V van FRA Rey            |
| Héctor Rodríguez    | -65kg (m)  | 9e        | 1ste ronde: V van URS Solodoechin herkansingen: V van TCH Kříž                                                                                                |
| Ricardo Tuero       | -71kg (m)  | 10e       | 1ste ronde: W van SYR Tombakj 2de ronde: W van SWE Nilsson kwartfinale: V van MGL Davaadalai                                                                  |
| Juan Ferrer         | -78kg (m)  | Zilver    | 1ste ronde: W van IRL McManus 2de ronde: W van YUG Sikirić kwartfinale: W van ESP Sanz halve finale: W van FRA Tchullouyan finale: V van URS Chabareli        |
| Isaac Azcuy         | -86kg (m)  | Zilver    | 1ste ronde: W van GBR Donnelly 2de ronde: W van ZAM Muhakatesho kwartfinale: W van GDR Ultsch halve finale: W van BRA Carmona finale: V van SUI Röthlisberger |
| Rolando José Tornes | -95kg (m)  | Zilver    | 1ste ronde: vrij 2de ronde: W van YUG Kušić kwartfinale: W van ISL Friðriksson halve finale: V van URS Sjubuluri bronzen finale: V van GDR Lorenz             |

### Kanovaren
| Olympiër                     | Discipline    | Resultaat | Prestatie                                                                            |
| ---------------------------- | ------------- | --------- | ------------------------------------------------------------------------------------ |
| Jorge Colome                 | K-1 500m (m)  | 16e       | serie 1: 4de in 1.49,63 herkansingen: 4de in 1.48,48                                 |
| Jorge Colome                 | K-1 1000m (m) | 16e       | serie 2: 6de in 3.55,26 herkansingen: 4de in 3.53,19                                 |
| Reynaldo Cunill José Marrero | K-1 500m (m)  | 10e       | serie 3: 4de in 1.36,49 herkansingen: 1ste in 1.37,65 halve finale 2: 4de in 1.37,20 |
| Reynaldo Cunill José Marrero | K-1 1000m (m) | 10e       | serie 3: 1ste in 3.34,04 halve finale 3: 2de in 3.35,09 finale: 6de in 3.31,12       |

### Roeien
| Olympiër | Discipline      | Resultaat | Prestatie                                                                      |
| --- | --------------- | --------- | ------------------------------------------------------------------------------ |
| Arturo Salfran | skiff (m)       | 14e       | serie 1: 5de in 8.25,09 herkansingen: 5de in 7.51,84                           |
| Francisco Mora Silvio Rosabal Alfredo Valladares                                                                                            | twee-met (m)    | 10e       | serie 1: 6de in 8.28,82 herkansingen: 5de in 7.52,87 finale B: 4de met 7.47,57 |
| Roberto Quintero César Herrera Nelson Simon Horacio Cabrera                                                                                 | dubbel-vier (m) | 12e       | serie 2: 6de in 6.39,28 herkansingen: 5de in 6.25,64 finale B: 6de met 6.16,65 |
| Wenceslao Borroto Ismael Carbonell Jorge Álvarez Hermenegildo Palacio                                                                       | vier-zonder (m) | 11e       | serie 1: 6de in 7.02,83 herkansingen: 5de in 6.40,84 finale B: 5de met 6.36,20 |
| Francisco Mora Juan Bueno Juan Alfonso Antonio Riaño Enrique Carrillo                                                                       | vier-met (m)    | 12e       | serie 2: 6de in 7.11,11 herkansingen: 5de in 6.54,32 finale B: 6de met 6.53,37 |
| Wenceslao Borroto Ismael Carbonell Juan Bueno Juan Alfonso Francisco Mora Hermenegildo Palacio Jorge Álvarez Antonio Riaño Enrique Carrillo | acht (m)        | 8e        | serie 2: 4de in 6.26,53 herkansingen: 3de in 5.56,19                           |

### Schermen
| Olympiër                                                                | Discipline      | Resultaat | Prestatie                                                                              |
| ----------------------------------------------------------------------- | --------------- | --------- | -------------------------------------------------------------------------------------- |
| Guillermo Betancourt                                                    | degen (m)       | 37e       | 1ste ronde groep 5: 5de met 0 overwinningen                                            |
| Efigenio Favier                                                         | degen (m)       | 18e       | 1ste ronde groep 4: 2de met 2 overwinningen 2de ronde groep 2: 5de met 2 overwinningen |
| Heriberto González                                                      | degen (m)       | 38e       | 1ste ronde groep 3: 5de met 0 overwinningen                                            |
| Efigenio Favier Guillermo Betancourt Heriberto González Pedro Hernández | degen team (m)  | 10e       | 1ste ronde groep 2: 3de met 0 overwinningen                                            |
| Guillermo Betancourt                                                    | floret (m)      | 32e       | 1ste ronde groep 6: 4de met 0 overwinningen                                            |
| Efigenio Favier                                                         | floret (m)      | 27e       | 1ste ronde groep 5: 4de met 1 overwinning                                              |
| Heriberto González                                                      | floret (m)      | 17e       | 1ste ronde groep 8: 3de met 1 overwinning 2de ronde groep 3: 5de met 2 overwinningen   |
| Efigenio Favier Guillermo Betancourt Heriberto González Pedro Hernández | floret team (m) | 7e        | 1ste ronde groep 2: 3de met 0 overwinningen                                            |
| José Laverdeza                                                          | sabel (m)       | 12e       | 1ste ronde groep 1: 3de met 2 overwinningen 2de ronde groep 4: 2de met 3 overwinningen |
| Jesús Ortíz                                                             | sabel (m)       | 20e       | 1ste ronde groep 2: 2de met 3 overwinningen 2de ronde groep 1: 5de met 1 overwinningen |
| Manuel Ortíz                                                            | sabel (m)       | 25e       | 1ste ronde groep 3: 5de met 1 overwinning                                              |
| Manuel Ortíz Jesús Ortíz José Laverdecia Guzman Salazar                 | sabel team (m)  | 7e        | 1ste ronde groep 1: 3de met 1 overwinning                                              |
|                                                                         |                 |           |                                                                                        |
| Clara Alfonso                                                           | floret (v)      | 13e       | 1ste ronde groep 2: 4de met 1 overwinning 2de ronde groep 1: 1ste met 5 overwinningen  |
| Marlene Font                                                            | floret (v)      | 17e       | 1ste ronde groep 3: 4de met 1 overwinning 2de ronde groep 2: 5de met 2 overwinningen   |
| Margarita Rodríguez                                                     | floret (v)      | 20e       | 1ste ronde groep 1: 2de met 2 overwinningen 2de ronde groep 3: 5de met 1 overwinning   |
| Margarita Rodríguez Marlene Font María Esther García Clara Alfonso      | floret team (v) | 6e        | 1ste ronde groep 1: 3de met 0 overwinningen                                            |

### Schietsport
| Olympiër          | Discipline             | Resultaat | Prestatie                             |
| ----------------- | ---------------------- | --------- | ------------------------------------- |
| Adelso Peña       | 50m geweer 3 houdingen | 20e       | 1144 punten: (398-384-362)            |
| Miguel Valdes     | 50m geweer 3 houdingen | 16e       | 1148 punten: (398-382-367)            |
| Adelso Peña       | 50m geweer liggend     | 15e       | 595 punten: (99-99-99-99-100-99)      |
| Miguel Valdes     | 50m geweer liggend     | 38e       | 590 punten: (97-98-98-98-99-100)      |
| Rafael Rodríguez  | 25m snelvuurpistool    | 8e        | 594 punten: (298-297)                 |
| Roberto Castrillo | skeet                  | Brons     | 196 punten: (24-25-25-24-25-25-25-23) |
| Guillermo Torres  | skeet                  | 6e        | 195 punten: (25-24-24-25-25-25-23-24) |

### Schoonspringen
| Olympiër         | Discipline   | Resultaat | Prestatie                                                                             |
| ---------------- | ------------ | --------- | ------------------------------------------------------------------------------------- |
| Rolando Ruíz     | 3m plank (m) | 16e       | voorronde: 16de met 489,24 punten                                                     |
|                  |              |           |                                                                                       |
| Lourdes González | 3m plank (v) | 8e        | voorronde: 8ste met 409,65 punten finale: 7de met 435,18 punten totaal: 640,05 punten |

### Turnen
| Olympiër                                                                  | Discipline               | Resultaat | Prestatie                                                              |
| ------------------------------------------------------------------------- | ------------------------ | --------- | ---------------------------------------------------------------------- |
| Roberto Richards                                                          | brug (m)                 | 6e        | 19,500 punten                                                          |
| Casimiro Suárez                                                           | rekstok (m)              | 6e        | 19,450 punten                                                          |
| Miguel Arroyo                                                             | meerkamp individueel (m) | 22e       | kwalificatie: 37ste met 112,15 punten finale: 22ste met 113,525 punten |
| Enrique Bravo                                                             | meerkamp individueel (m) | 41e       | kwalificatie: 41ste met 111,75 punten                                  |
| Mario Castro                                                              | meerkamp individueel (m) | 46e       | kwalificatie: 46ste met 111,15 punten                                  |
| Roberto Richards                                                          | meerkamp individueel (m) | 23e       | kwalificatie: 36ste met 112,45 punten finale: 23ste met 113,375 punten |
| Jorge Roche                                                               | meerkamp individueel (m) | 65e       | kwalificatie: 65ste met 83,40 punten                                   |
| Casimiro Suárez                                                           | meerkamp individueel (m) | 19e       | kwalificatie: 34ste met 112,50 punten finale: 19de met 113,90 punten   |
| Miguel Arroyo Enrique Bravo Mario Castro Roberto Richards Casimiro Suárez | meerkamp team (m)        | 7e        | 563,20 punten                                                          |

### Voetbal
| Olympiër | Discipline | Resultaat | Prestatie |
| --- | ---------- | --------- | --- |
| Luis Sánchez Andrés Roldán Amado Povea Roberto Pereira Ramón Núñez Jorge Massó Calixto Martínez Fermín Madera Carlos Loredo Miguel López Dagoberto Lara Luis Hernández Cabrera Raimundo Frometa Roberto Espinosa Luis Dreke Regino Delgado | mannen     | 7e        | groep A: 2de V van Sovjet-Unie: 0-8 W van Zambia: 1-0 W van Venezuela: 2-1 kwartfinale: V van Tsjecho-Slowakije: 0-3 |

| Groep A |             |             |             |             |             |            |            |            |        |
| #       | Land        | Wedstrijden | Wedstrijden | Wedstrijden | Wedstrijden | Doelpunten | Doelpunten | Doelpunten | Punten |
| #       | Land        | G           | W           | G           | V           | V          | T          | Saldo      | Punten |
| 1       | Sovjet-Unie | 3           | 3           | 0           | 0           | 15         | 1          | +14        | 6      |
| 2       | Cuba        | 3           | 2           | 0           | 1           | 3          | 9          | -6         | 4      |
| 3       | Venezuela   | 3           | 1           | 0           | 2           | 3          | 7          | -4         | 2      |
| 4       | Zambia      | 3           | 0           | 0           | 3           | 2          | 6          | -4         | 0      |

| Ronde       | Datum     | Plaats            | Land | Score     | Land |
| ----------- | --------- | ----------------- | ---- | --------- | ---- |
| Groepsfase  |           |                   |      |           |      |
| 20 juli     | Leningrad | Cuba              | 1-0  | Zambia    |      |
| 22 juli     | Leningrad | Cuba              | 2-1  | Venezuela |      |
| 24 juli     | Moskou    | Sovjet-Unie       | 8-0  | Cuba      |      |
| Kwartfinale |           |                   |      |           |      |
| 27 juli     | Leningrad | Tsjecho-Slowakije | 3-0  | Cuba      |      |

### Volleybal

#### Mannen
| Olympiër | Discipline | Resultaat | Prestatie |
| --- | ---------- | --------- | --- |
| Raúl Vilches José David Suárez Carlos Salas Carlos Ruíz Antonio Pérez Luis Oviedo Ernesto Martínez Leonel Marshall, Sr. Ricardo Leyva Diego Lapera Víctor García Jorge Garbey | zaal (m)   | 7e        | groep A: 3de W van Italië: 3-0 (15-7, 15-8, 15-6) V van Bulgarije: 1-3 (7-15, 8-15, 15-6, 8-15) V van Tsjecho-Slowakije: 2-3 (11-15, 15-13, 15-2, 14-16, 9-15) V van Sovjet-Unie: 0-3 (10-15, 13-15, 11-15) 5-8ste plek: V van Joegoslavië: 2-3 (15-12, 15-5, 12-15, 14-16, 2-15) 7-8ste plek: W van Tsjecho-Slowakije: 3-1 (14-16, 15-7, 15-10, 15-6) |

| Groep A |                   |             |             |             |             |             |             |        |        |        |        |
| #       | Land              | Wedstrijden | Wedstrijden | Wedstrijden | Wedstrijden | Wedstrijden | Wedstrijden | Punten | Punten | Punten | Punten |
| #       | Land              | G           | W           | V           | SW          | SV          | SR          | SPW    | SPL    | Saldo  | Punten |
| 1       | Sovjet-Unie       | 4           | 4           | 0           | 12          | 1           | +11         | 193    | 122    | +71    | 8      |
| 2       | Bulgarije         | 4           | 3           | 1           | 9           | 5           | +4          | 171    | 149    | +22    | 7      |
| 3       | Cuba              | 4           | 1           | 3           | 6           | 9           | -3          | 181    | 178    | +3     | 5      |
| 4       | Tsjecho-Slowakije | 4           | 1           | 3           | 6           | 11          | -5          | 180    | 230    | -50    | 5      |
| 5       | Italië            | 4           | 1           | 3           | 4           | 11          | -7          | 145    | 191    | -46    | 5      |

| Ronde       | Datum  | Plaats            | Land | Score             | Land |
| ----------- | ------ | ----------------- | ---- | ----------------- | ---- |
| Groepsfase  |        |                   |      |                   |      |
| 20 juli     | Moskou | Cuba              | 3-0  | Italië            |      |
| 22 juli     | Moskou | Bulgarije         | 3-1  | Cuba              |      |
| 26 juli     | Moskou | Tsjecho-Slowakije | 3-2  | Cuba              |      |
| 28 juli     | Moskou | Sovjet-Unie       | 3-0  | Cuba              |      |
| 5-8ste plek |        |                   |      |                   |      |
| 30 juli     | Moskou | Cuba              | 2-3  | Joegoslavië       |      |
| 7-8ste plek |        |                   |      |                   |      |
| 1 augustus  | Moskou | Cuba              | 3-1  | Tsjecho-Slowakije |      |

#### Vrouwen
| Olympiër | Discipline | Resultaat | Prestatie |
| --- | ---------- | --------- | --- |
| Maura Alfonso Ana María García Mavis Guilarte Erenia Díaz Ana Díaz Josefina Capote Nelly Barnet Mercedes Pomares Mercedes Pérez Lucila Urgelles Imilsis Téllez | zaal (v)   | 5e        | groep A: 3de V van DDR: 1-3 (11-15, 13-15, 15-10, 4-15) W van Peru: 3-0 (15-6, 15-5, 15-6) V van Sovjet-Unie: 0-3 (6-15, 13-15, 10-15) 5-8ste plek: W van Brazilië: 3-0 (15-2, 15-5, 15-6) 5-6de plek: W van Peru: 3-1 (15-9, 15-7, 12-15, 15-5) |

| Groep A |             |             |             |             |             |             |             |        |        |        |        |
| #       | Land        | Wedstrijden | Wedstrijden | Wedstrijden | Wedstrijden | Wedstrijden | Wedstrijden | Punten | Punten | Punten | Punten |
| #       | Land        | G           | W           | V           | SW          | SV          | SR          | SPW    | SPL    | Saldo  | Punten |
| 1       | Sovjet-Unie | 3           | 3           | 0           | 9           | 2           | +7          | 153    | 99     | +54    | 6      |
| 2       | DDR         | 3           | 2           | 1           | 7           | 6           | +1          | 166    | 160    | +6     | 5      |
| 3       | Cuba        | 3           | 1           | 2           | 4           | 6           | -2          | 117    | 117    | 0      | 4      |
| 4       | Peru        | 3           | 0           | 3           | 3           | 9           | -6          | 108    | 168    | -60    | 3      |

| Ronde       | Datum  | Plaats      | Land | Score    | Land |
| ----------- | ------ | ----------- | ---- | -------- | ---- |
| Groepsfase  |        |             |      |          |      |
| 21 juli     | Moskou | DDR         | 3-1  | Cuba     |      |
| 23 juli     | Moskou | Peru        | 0-3  | Cuba     |      |
| 25 juli     | Moskou | Sovjet-Unie | 3-0  | Cuba     |      |
| 5-8ste plek |        |             |      |          |      |
| 27 juli     | Moskou | Cuba        | 3-0  | Brazilië |      |
| 5-6de plek  |        |             |      |          |      |
| 29 juli     | Moskou | Cuba        | 3-1  | Peru     |      |

### Waterpolo
| Olympiër | Discipline | Resultaat | Prestatie |
| --- | ---------- | --------- | --- |
| Gerardo Rodríguez David Rodríguez Jorge Rizo Arturo Ramos Oscar Periche Oriel Domínguez Nelson Domínguez Bárbaro Díaz Orlando Cowley Lazaro Costa Carlos Benitez | mannen     | 5e        | groep C: 2de G van Joegoslavië: 6-6 W van Australië: 6-4 W van Bulgarije: 7-1 finalegroep: 5de G van Joegoslavië: 7-7 G van Nederland: 7-7 V van Sovjet-Unie: 5-8 V van Hongarije: 5-7 V van Spanje: 7-9 |

| Groep C |             |             |             |             |             |        |        |        |        |
| #       | Land        | Wedstrijden | Wedstrijden | Wedstrijden | Wedstrijden | Punten | Punten | Punten | Punten |
| #       | Land        | G           | W           | G           | V           | V      | T      | Saldo  | Punten |
| 1       | Joegoslavië | 3           | 2           | 1           | 0           | 24     | 10     | +14    | 5      |
| 2       | Cuba        | 3           | 2           | 1           | 0           | 19     | 11     | +8     | 5      |
| 3       | Australië   | 3           | 1           | 0           | 2           | 15     | 20     | -5     | 2      |
| 4       | Bulgarije   | 3           | 0           | 0           | 3           | 8      | 25     | -17    | 0      |

| Ronde      | Datum  | Plaats      | Land | Score     | Land |
| ---------- | ------ | ----------- | ---- | --------- | ---- |
| Groepsfase |        |             |      |           |      |
| 20 juli    | Moskou | Joegoslavië | 6-6  | Cuba      |      |
| 21 juli    | Moskou | Australië   | 4-6  | Cuba      |      |
| 22 juli    | Moskou | Cuba        | 7-1  | Bulgarije |      |

| Finalegroep |             |             |             |             |             |        |        |        |        |
| #           | Land        | Wedstrijden | Wedstrijden | Wedstrijden | Wedstrijden | Punten | Punten | Punten | Punten |
| #           | Land        | G           | W           | G           | V           | V      | T      | Saldo  | Punten |
| 1           | Sovjet-Unie | 5           | 5           | 0           | 0           | 34     | 21     | +13    | 10     |
| 2           | Joegoslavië | 5           | 3           | 1           | 1           | 34     | 32     | +2     | 7      |
| 3           | Hongarije   | 5           | 3           | 0           | 2           | 32     | 20     | +2     | 6      |
| 4           | Spanje      | 5           | 2           | 0           | 3           | 28     | 31     | -3     | 4      |
| 5           | Cuba        | 5           | 0           | 2           | 3           | 31     | 38     | -7     | 2      |
| 6           | Nederland   | 5           | 0           | 1           | 4           | 26     | 33     | -7     | 1      |

| Ronde      | Datum  | Plaats      | Land | Score | Land |
| ---------- | ------ | ----------- | ---- | ----- | ---- |
| Groepsfase |        |             |      |       |      |
| 24 juli    | Moskou | Joegoslavië | 7-7  | Cuba  |      |
| 25 juli    | Moskou | Nederland   | 7-7  | Cuba  |      |
| 26 juli    | Moskou | Sovjet-Unie | 8-5  | Cuba  |      |
| 28 juli    | Moskou | Hongarije   | 7-5  | Cuba  |      |
| 29 juli    | Moskou | Spanje      | 9-7  | Cuba  |      |

### Wielersport
| Olympiër                | Discipline       | Resultaat | Prestatie      |
| ----------------------- | ---------------- | --------- | -------------- |
| Gregorio Aldo Arencibia | wegwedstrijd (m) | DNF       | niet gefinisht |
| Carlos Cardet           | wegwedstrijd (m) | DNF       | niet gefinisht |
| Antonio Quintero        | wegwedstrijd (m) | DNF       | niet gefinisht |

### Worstelen
| Olympiër         | Discipline  | Resultaat   | Prestatie |
| Vrije stijl      | Vrije stijl | Vrije stijl | Vrije stijl |
| ---------------- | ----------- | ----------- | --- |
| Luis Ocaña       | -52kg (m)   | 13e         | 1ste ronde: V van HUN Szabó 2de ronde: V van POL Stecyk: 3-20 |
| Juan Rodríguez   | -57kg (m)   | 9e          | 1ste ronde: W van VIE Van Ty: gediskwalificeerd 2de ronde: V van HUN Németh: 7-8 3de ronde: V van MGL Oyuunbold                                                       |
| Raúl Cascaret    | -62kg (m)   | 4e          | 1ste ronde: W van HUN Szalontai 2de ronde: V van BUL Dukov: 8-8 3de ronde: W van POL Szymański 4de ronde: W van GRE Hatziioannidis 5de ronde: V van URS Aboesjev: 1-9 |
| José Ramos       | -68kg (m)   | 10e         | 1ste ronde: W van FIN Rauhala: 13-5 2de ronde: V van YUG Sejdi: 3-10 3de ronde: V van BUL Yankov: 3-11                                                                |
| Rafael Gómez     | -90kg (m)   | 9e          | 1ste ronde: W van GBR Peache 2de ronde: V van URS Oganisyan: gediskwalificeerd 3de ronde: V van ROU Ivanov: 4-15                                                      |
| Bárbaro Morgan   | -100kg (m)  | 7e          | 1ste ronde: W van MGL Bayanmönkh 2de ronde: V van URS Mate: gediskwalificeerd 3de ronde: V van GDR Büttner: 3-11                                                      |
| Arturo Díaz      | +100kg (m)  | 8e          | 1ste ronde: V van POL Sandurski 2de ronde: W van PER Zambrano: gediskwalificeerd 3de ronde: V van SEN Sakho                                                           |
| Grieks-Romeins   |             |             | |
| Leonel Pérez     | -57kg (m)   | 11e         | 1ste ronde: V van SWE Ljungbeck: gediskwalificeerd 2de ronde: V van FIN Ukkola: gediskwalificeerd                                                                     |
| Idalberto Barban | -74kg (m)   | 11e         | 1ste ronde: V van FIN Huhtala 2de ronde: V van URS Bykov: gediskwalificeerd                                                                                           |
| José Poll        | -90kg (m)   | 6e          | 1ste ronde: V van YUG Nišavić 2de ronde: vrij 3de ronde: W van FRA Anderson: 9-1 4de ronde: V van HUN Növényi                                                         |

### Zeilen
| Olympiër                            | Discipline | Resultaat | Prestatie                           |
| ----------------------------------- | ---------- | --------- | ----------------------------------- |
| Alberto Gallardo                    | finn       | 20e       | 127 punten: (DSQ-10-19-18-16-14-14) |
| Vicente de la Guardia Ángel Jiménez | 470        | 12e       | 105 punten: (DSQ-12-11-12-14-9-11)  |

Afghanistan · Algerije · Andorra · Angola · Australië · België · Benin · Birma · Botswana · Brazilië · Bulgarije · Colombia · Congo-Brazzaville · Costa Rica · Cuba · Cyprus · Denemarken · Dominicaanse Republiek · Duitse Democratische Republiek · Ecuador · Ethiopië · Finland · Frankrijk · Griekenland · Groot-Brittannië · Guatemala · Guinee · Guyana · Hongarije · Ierland · IJsland · India · Irak · Italië · Jamaica · Joegoslavië · Jordanië · Kameroen · Koeweit · Laos · Lesotho · Libanon · Liberia · Libië · Luxemburg · Madagaskar · Mali · Malta · Mexico · Mongolië · Mozambique · Nederland · Nepal · Nicaragua · Nieuw-Zeeland · Nigeria · Noord-Korea · Oeganda · Oostenrijk · Peru · Polen · Portugal · Puerto Rico · Roemenië · San Marino · Senegal · Seychellen · Sierra Leone · Sovjet-Unie · Spanje · Sri Lanka · Syrië · Tanzania · Trinidad en Tobago · Tsjecho-Slowakije · Venezuela · Vietnam · Zambia · Zimbabwe · Zweden · Zwitserland